# Anomalobuthus pavlovskyi
Espèce
Anomalobuthus pavlovskyi est une espèce de scorpions de la famille des Buthidae.

## Distribution
Cette espèce se rencontre au Kazakhstan dans l'oblys de Qızılorda et au Turkménistan dans la province de Daşoguz.

## Habitat
Cette espèce psammophile se rencontre dans le sable du désert du Kyzylkoum.

## Description
Le mâle holotype mesure 22,60 mm et les femelles paratypes 23,20 et 35,58 mm.

## Étymologie
Cette espèce est nommée en l'honneur d'Evgenii Nikanorovich Pavlovsky (1884–1965).

## Publication originale
- Teruel, Kovařík & Fet, 2018 : « Revision of the Central Asian scorpion genus Anomalobuthus Kraepelin, 1900, with descriptions of three new species and a generic synonymy (Scorpiones: Buthidae). » Euscorpius, no 270, p. 1-45 (texte intégral).